# Nycticorax olsoni
Nycticorax olsoni é uma espécie extinta de ave que era endêmica da ilha da Ascensão.